# Czysta Kraina

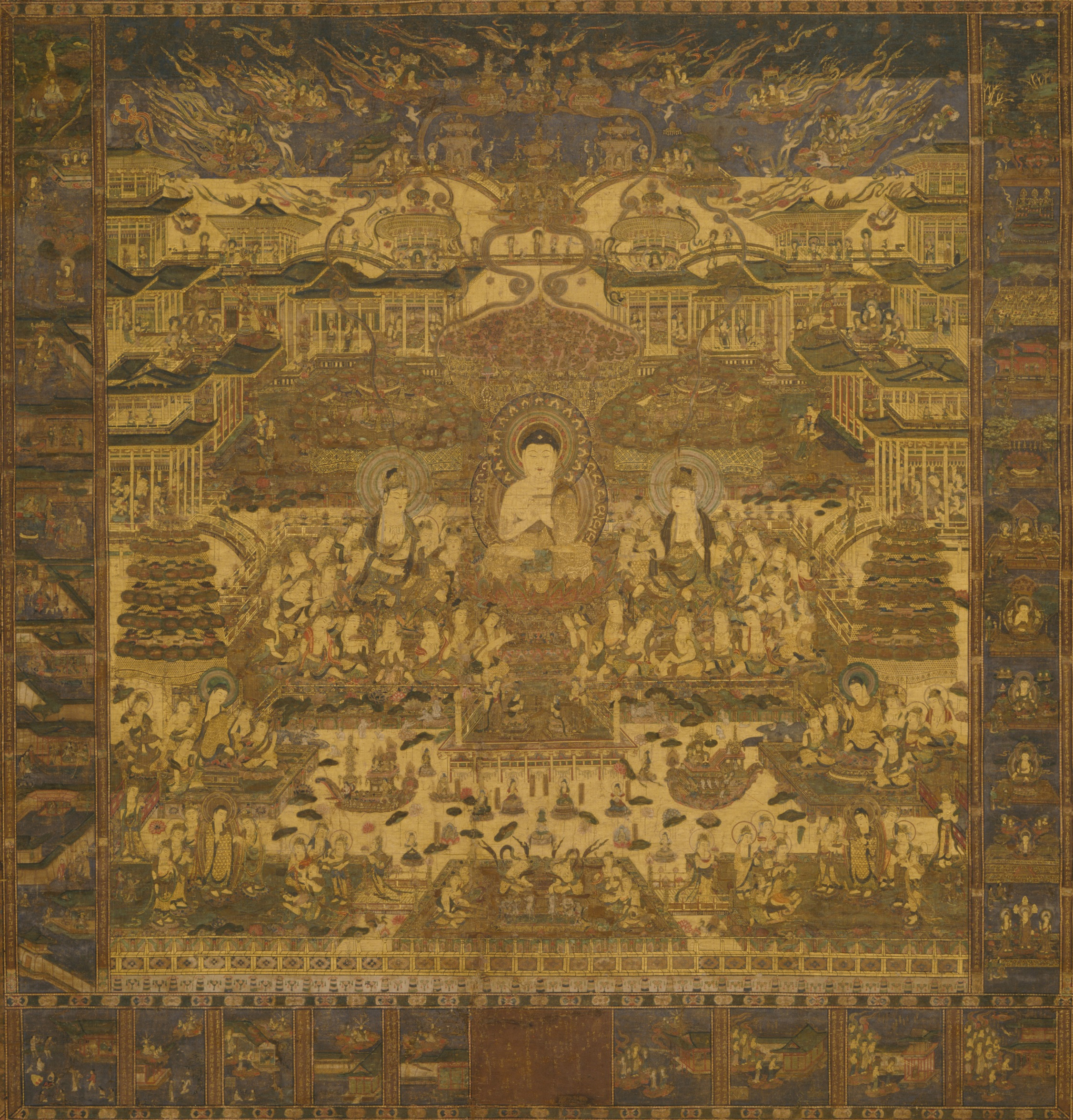
Mandala Czystej Krainy

Czysta Kraina, kraina buddy, raj buddy, czysta ziemia (tyb. szinkham, chiń. 淨土, jìngtǔ) – sfera istnienia całkowicie zamieszkiwana przez bodhisattwów, w której buddowie nauczają w formie sambhogakaji.
W naukach Diamentowej Drogi traktuje się raczej Czystą Krainę jako stan umysłu, w którym doświadcza się zjawisk na najwyższym poziomie, co pozwala na rozpoznanie bothisattwów w formie sambhogakaji i przyjęcie od nich nauk.
| Nazwa                                       | tyb.                                        | Przewodni budda                             | Kierunek                                    |
| Główne krainy buddy w tradycji buddyjskiej: | Główne krainy buddy w tradycji buddyjskiej: | Główne krainy buddy w tradycji buddyjskiej: | Główne krainy buddy w tradycji buddyjskiej: |
| ------------------------------------------- | ------------------------------------------- | ------------------------------------------- | ------------------------------------------- |
| Czysta Kraina Wadżry                        |                                             | Wadżrasattwa                                | zachodni                                    |
| Czysta Kraina Karmy                         |                                             | Amoghasiddhi                                | północny                                    |
| Czysta Kraina Lotosu                        |                                             | Amitabha                                    | zachodni                                    |
| Czysta Kraina Klejnotu (Ratny)              |                                             | Ratnasambhawa                               | południowy                                  |
| Czysta Kraina Buddy                         |                                             | Wairoczana                                  | centrum                                     |
| Główne krainy buddy w tradycji bön:         |                                             |                                             |                                             |
| Czysta Kraina Swastyki                      | Jungdrung Szinkham                          | Salła Rangdziung                            | wschodni                                    |
| Czysta Kraina Koła                          | Khorlo Szinkham                             | Gelha Garczug                               | północny                                    |
| Czysta Kraina Lotosu                        | Pema Szinkham                               | Dziedrag Ngome                              | zachodni                                    |
| Czysta Kraina Klejnotu                      | Rinczen Szinkham                            | Gała Dondrub                                | południowy                                  |
| Czysta Kraina Deszina (Tathagaty)           |                                             | Kunang Czapa                                | centrum                                     |